# 2093 (album)
2093 è il quarto album in studio del rapper statunitense Yeat, pubblicato il 16 febbraio 2024 dalla Capitol, Field Trip e Lyfestyle.
Una ristampa dell'album è stata resa disponibile intitolata 2093 (P2) con due tracce bonus è stata resa disponibile il 16 febbraio, mentre la terza ristampa 2093 (P3) è stata resa disponibile esclusivamente per l'acquisto digitale dal sito web ufficiale del rapper.

## Descrizione
L'album vede le collaborazioni di Lil Wayne e Future e dei vocali non accreditati di Childish Gambino nella prima parte e di Drake nella seconda parte.

## Tracce
1. Psycho CEO – 3:45
2. Power Trip – 4:24
3. Breathe – 2:50
4. More – 2:45
5. Bought the Earth – 2:58
6. Nothing Change – 3:57
7. You Should Know – 3:06
8. Lyfestyle (con Lil Wayne) – 3:56
9. ILUV – 3:03
10. Tell Me – 4:03
11. Shade – 4:02
12. Keep Pushin – 2:46
13. Riot & Set It Off – 2:38
14. Team CEO – 3:17
15. 2093 – 2:24
16. Stand on It (con Future) – 3:00
17. Familia – 2:34
18. Mr. Inbetweenit – 3:18
19. Psychocaine – 2:46
20. Run They Mouth – 3:26
21. If We Being Real – 2:52
22. 1093 – 2:36

2093 (P2)
1. As We Speak (feat. Drake) – 4:01

1. Never Quit – 3:00

2093 (P2)
1. Time Passed – 2:21
2. Oh My Pockets – 3:03
3. Sklub – 3:15
4. H.A.B. – 2:26

Note
- Power Trip contiene vocali di sottofondo di Childish Gambino.[7]
- Breathe contiene un campionamento di un episodio di Regular Show.[8]
- ILUV contiene campionamenti di Fleece dei Crystal Castles.

## Classifiche
| Classifica (2024) | Posizione massima |
| ----------------- | ----------------- |
| Australia         | 49                |
| Canada            | 5                 |
| Danimarca         | 23                |
| Finlandia         | 45                |
| Germania          | 23                |
| Irlanda           | 23                |
| Italia            | 90                |
| Lituania          | 5                 |
| Norvegia          | 12                |
| Nuova Zelanda     | 14                |
| Paesi Bassi       | 18                |
| Regno Unito       | 24                |
| Stati Uniti       | 2                 |
| Svizzera          | 5                 |